# 프리울리 변경

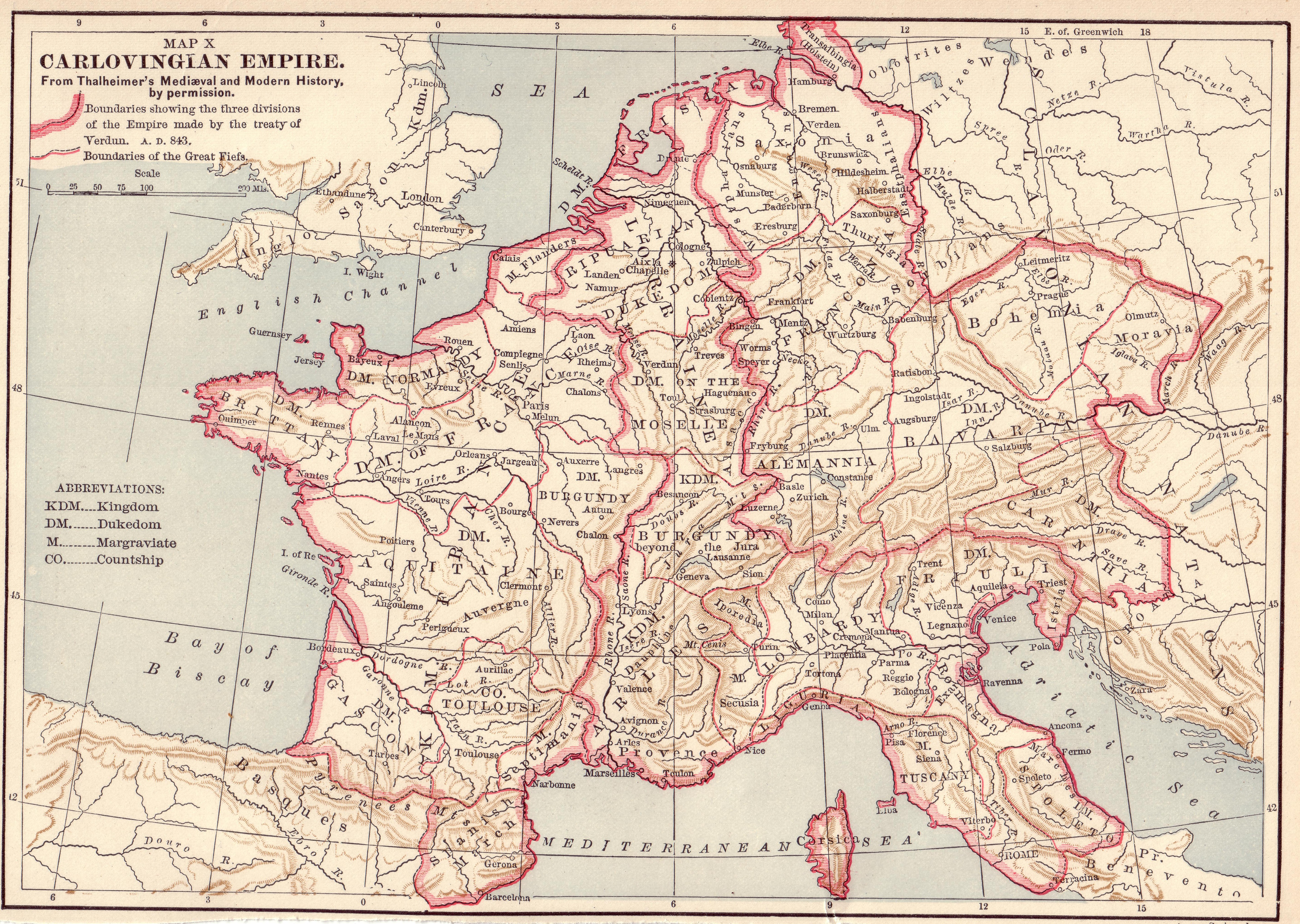
843년 베르됭 조약 이후의 카롤링거 제국과 남동쪽의 프리울리 변경

프리울리 변경(Marca del Friuli)은 슬라브족과 아바르족에 맞서 776년에 세워진 카롤링거 제국의 변경이다. 이는 기존에 있던 랑고바르드족들의 프리울리 공국을 계승하였다.
샤를마뉴가 774년 파비아 공성전에서 데시데리우스 왕 휘하의 이탈리아 롬바르디아 왕국을 정복한 후, 그는 처음에 롬바르디아족 공작 흐로트가우트를 프리울리에서 계속 통치를 하도록 허락했다. 프랑크 왕실 연대기에 따르면, 흐로트가우트는 2년 후에 롬바르디아의 왕이라 칭하며 반란을 일으켰지만, 그후 샤를마뉴가 이탈리아로 쳐들어와, 공작의 군대를 추격하였고 그를 폐위시킨 뒤 처형하였다. 자율성있던 프리울리 공국은 해체되고 프랑크 왕국에 합병되었으며, 반면 흐로트가우트의 후계자들은 샤를마뉴에 의해 계속해서 dux Foroiuliensis(프리울리의 군주)라는 칭호에 임명되었다. 옛 프리울리 공국을 그의 카롤링거 제국의 필수적 지역으로서와 아바르족과 크로아티아인들의 침략에 대항하여 방어벽으로서 판노니아에 추가하였다.
828년 2월 마지막 프리울리의 군주인 발드리시우스가 아헨에서 열린 제국 의회를 통해 칸 오무르타크의 군대에 맞서 판노니아의 국경을 방어를 하지 못하던 그를 루트비히 1세 황제가 공직을 박탈당하였다. 공국은 4개의 국가로 나뉘었다가, 846년에 루트비히의 장자인 로타르 1세가 중프랑크 왕국의 일부로서 통치하며 다시 합쳐졌다. 로타르는 프리울리를 그의 장인인 프랑크족의 언로치데 가문의 에베르하르트에게 군주 칭호와 함께 수여하였고, 그의 후계자들은 변경백이라 불렸다.
874년 이후 프리울리의 변경백이던 에베르하르트의 아들 베렌가리오 1세은 887년 카를 3세의 퇴위 이후 이탈리아의 왕으로 선출되었다. 그의 선출은 경쟁 상대였던 왕위 요구자들과 수십년 간의 다툼을 유발하였다. 베렌가리오는 동프랑크 왕국의 왕 아르눌프 폰 케른텐에게 존경을 표했지만, 그는 그럼에도 불구하고 889년에 스폴레토의 귀도 3세 공작에게 왕위를 상실하였고 905년까지 퇴찾지 못 하였다. 그동안에, 베로나 시에 그의 조언자인 프리울리의 비프레도의 옹호를 통해, 그는 항상 그의 지원을 기반으로 하여 프리울리의 지배자로 남았다. 베겐가리오가 924년에 사망한 후, 그의 지지자들은 프로방스의 우고를 왕으로 선출하였다.
왕 우고는 새로운 변경백을 임명하지 않고 공석으로 두었다. 이는 950년에 우고의 아들 로타리오 2세의 사망으로 베렌가리오 2세가 왕위 찬탈을 일으킬때까지 프랑크 이탈리아 왕국의 정치적 구역으로 남았었다. 로타리오의 미망인 부르고뉴의 아델라이데가 불러들인 독일 왕국의 오토 1세는 베렌가리오 2세를 폐위시키고 아델라이데와 혼인하며, 이탈리아 정복 기회를 가졌다. 분쟁은 952년 아우구스부르크의 의회에서 베렌가리오 2세가 독일 왕국의 봉신으로서 왕의 작위를 유지하는걸 인정하며 종결되었지만, 베로나 변경백국으로나 프리울리는 오토 1세의 형제 바이에른의 하인리히 1세에게 넘겨졌다. 962년 2월 2일에 오토는 로마에서 신성 로마 제국 황제관을 수여받았고, 베렌가리오 2세를 폐위시키고 그를 체포하여 1년 뒤 처형시켰다. 그의 남은 이탈리아 왕국은 신성 로마 제국의 관구 중 하나가 되었다.
베로나 변경은 976년부터 케른텐 공작에 의해 통치받으며 중세 성기로 이어졌다. 1077년 하인리히 4세 독일 국왕이 탈리아멘토 강의 동쪽 프리울리 지역에 아퀼레이아 대주교국을 세웠다.

## 같이 보기
- 프리울리의 공작과 변갱백 목록
- 프리울리